# Fabricio Bustos
Fabricio Bustos (* 28. April 1996 in Ucacha, Córdoba) ist ein argentinischer Fußballspieler. Der rechte Außenverteidiger ist ein ehemaliger argentinischer Nationalspieler.

## Karriere

### Verein
Bevor er sich im Jahr 2008 der Jugendabteilung des CA Independiente anschloss, spielte er beim lokalen Club Jorge Newbery in seiner Heimatstadt Ucacha, Córdoba. 2016 wurde er in die erste Mannschaft von Trainer Gabriel Milito befördert. Sein Debüt bestritt er am 5. Dezember 2016 beim 1:0-Heimsieg gegen River Plate. Bereits in seiner ersten Saison 2016/17 stieg er zum Stammspieler bei den Rojos auf. Seinen ersten Treffer erzielte er am 15. Oktober 2017 beim 2:1-Auswärtssieg gegen die Chacarita Juniors. In dieser Spielzeit traf er am 5. März 2018 beim 4:0-Auswärtssieg gegen den CA San Martín de San Juan ein zweites Mal.
Im Februar 2022 wechselt Bustos von CA Independiente zum brasilianischen Klub SC Internacional aus Porto Alegre. Im August 2024 wechselt Bustos von Internacional zurück nach Argentinien zu River Plate.

### Nationalmannschaft
Für die argentinische U-17-Nationalmannschaft kam Fabricio Bustos bei der U-17-Südamerikameisterschaft 2013 in zu sieben Einsätzen und krönte sich mit seinem Heimatland zuhause zum Südamerikameister. Für die U20 bestritt er im Jahr 2014 ein Spiel.
Am 23. März 2018 debütierte er beim 2:0-Sieg im Freundschaftsspiel gegen Italien für die argentinische A-Auswahl.

## Erfolge

### Nationalmannschaft
Argentinien U17
- U-17-Südamerikameister: 2013

Verein
CA Independiente
- Copa Sudamericana: 2017
- Copa Suruga Bank: 2018